# كارلوس مويا (لاعب كرة قدم)
كارلوس مويا (بالإسبانية: Carlos Moya)‏ هو لاعب كرة قدم أرجنتيني في مركز الدفاع، ولد في 2 مايو 1969 في مندوزا في الأرجنتين. لعب مع بانفيلد وبوكا جونيورز وديبورتيفو إسبانول وغودوي كروز وفيرو كاريل أويستي ونادي غرناطة ونادي مليلية.